# Alexander Gomelsky EuroLeague Coach of the Year
El Alexander Gomelsky EuroLeague Coach of the Year es un galardón anual que otorga la Euroliga de baloncesto al mejor entrenador de la temporada. Comenzó a otorgarse en la Euroliga 2004-05, y el ganador recibe el trofeo Alexander Gomelsky, en honor al entrenador ruso que, entre otros logros, llevó al ASK Riga a ganar tres Copas de Europa consecutivas entre 1958 y 1960.
El israelí Pini Gershon fue el primer ganador del premio, tras lograr la Euroliga 2004-05 con el Maccabi Tel Aviv. Željko Obradović ha conseguido el galardón en tres ocasiones.

## Ganadores

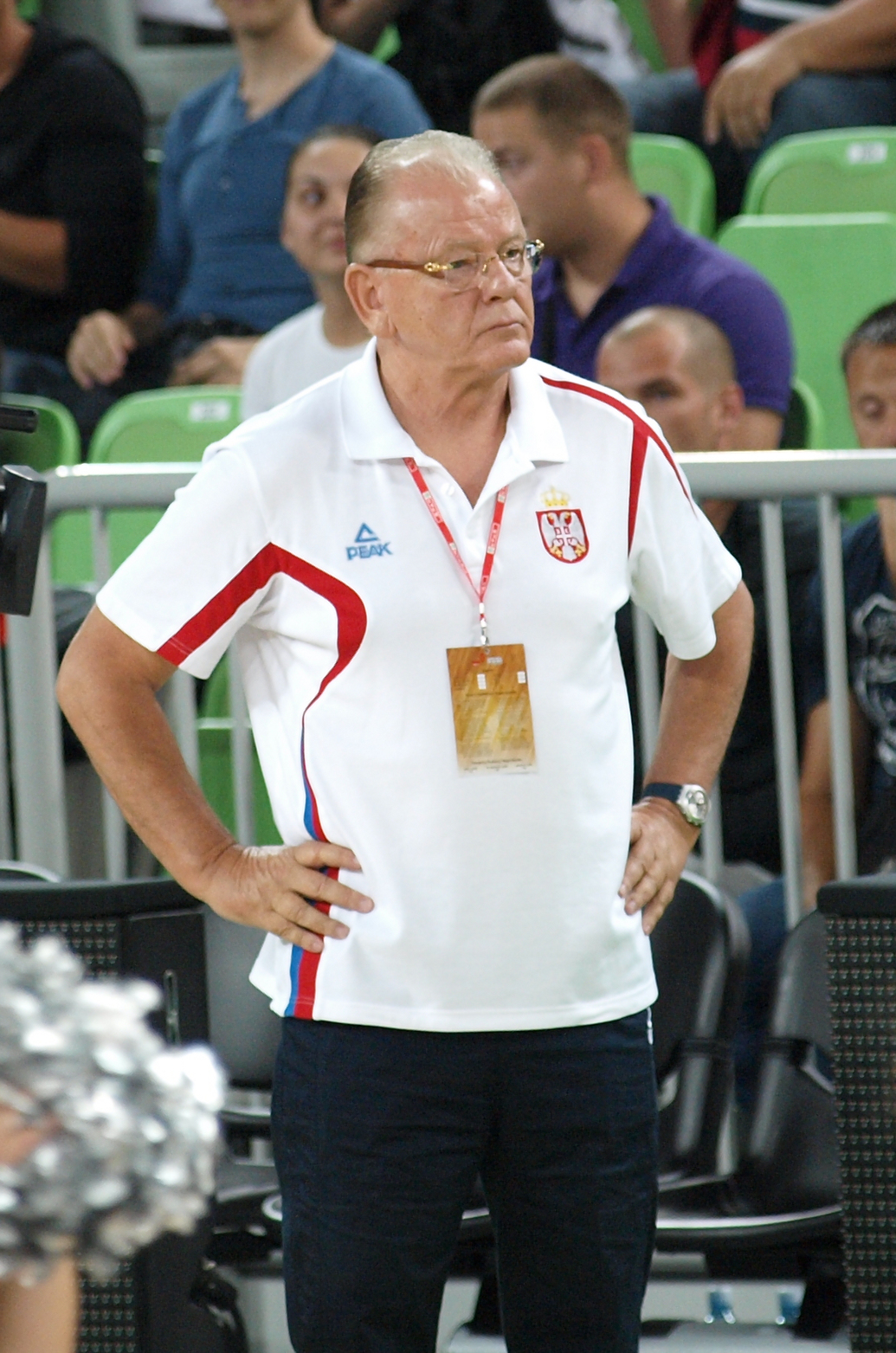
Dušan Ivković fue el entrenador del año de la Euroliga en 2012.

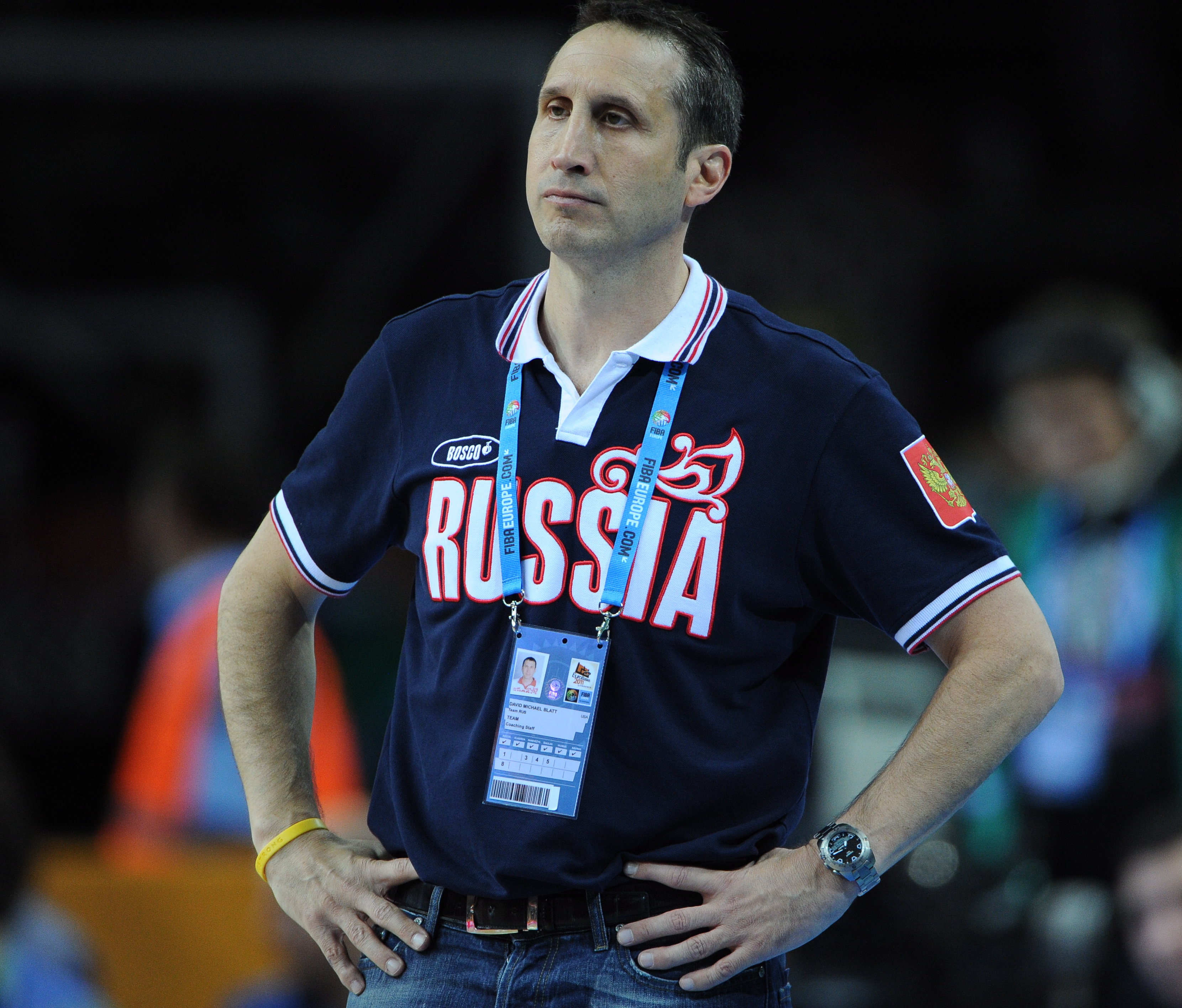
David Blatt fue el entrenador del año de la Euroliga en 2014.

| 2004–05 | Pini Gershon                                                                       | Maccabi Elite Tel Aviv                                                             | [ 1 ]                                                                              |                                                                                    |                                                                                    |
| 2005–06 | Ettore Messina                                                                     | CSKA Moscow                                                                        | [ 2 ]                                                                              |                                                                                    |                                                                                    |
| 2006–07 | Željko Obradović                                                                   | Panathinaikos                                                                      | [ 3 ]                                                                              |                                                                                    |                                                                                    |
| 2007–08 | Ettore Messina (2x)                                                                | CSKA Moscow                                                                        | [ 4 ]                                                                              |                                                                                    |                                                                                    |
| 2008–09 | Duško Vujošević                                                                    | Partizan                                                                           | [ 5 ]                                                                              |                                                                                    |                                                                                    |
| 2009–10 | Xavi Pascual                                                                       | Regal FC Barcelona                                                                 | [ 6 ]                                                                              |                                                                                    |                                                                                    |
| 2010–11 | Željko Obradović (2x)                                                              | Panathinaikos                                                                      | [ 7 ]                                                                              |                                                                                    |                                                                                    |
| 2011–12 | Dušan Ivković                                                                      | Olympiacos                                                                         | [ 8 ]                                                                              |                                                                                    |                                                                                    |
| 2012–13 | Georgios Bartzokas                                                                 | Olympiacos                                                                         | [ 9 ]                                                                              |                                                                                    |                                                                                    |
| 2013–14 | David Blatt                                                                        | Maccabi Electra Tel Aviv                                                           | [ 10 ]                                                                             |                                                                                    |                                                                                    |
| 2014–15 | Pablo Laso                                                                         | Real Madrid                                                                        | [ 11 ]                                                                             |                                                                                    |                                                                                    |
| 2015–16 | Dimitrios Itoudis                                                                  | CSKA Moscow                                                                        | [ 12 ]                                                                             |                                                                                    |                                                                                    |
| 2016–17 | Željko Obradović (3x)                                                              | Fenerbahçe                                                                         | [ 13 ]                                                                             |                                                                                    |                                                                                    |
| 2017–18 | Pablo Laso (2x)                                                                    | Real Madrid                                                                        | [ 14 ]                                                                             |                                                                                    |                                                                                    |
| 2018–19 | Dimitrios Itoudis (2x)                                                             | CSKA Moscow                                                                        | [ 15 ]                                                                             |                                                                                    |                                                                                    |
| 2019–20 | No entregado debido a la cancelación de la competición por la pandemia de COVID-19 | No entregado debido a la cancelación de la competición por la pandemia de COVID-19 | No entregado debido a la cancelación de la competición por la pandemia de COVID-19 | No entregado debido a la cancelación de la competición por la pandemia de COVID-19 | No entregado debido a la cancelación de la competición por la pandemia de COVID-19 |
| 2020–21 | Ergin Ataman                                                                       | Anadolu Efes                                                                       | [ 16 ]                                                                             |                                                                                    |                                                                                    |
| 2021–22 | Georgios Bartzokas (2x)                                                            | Olympiacos                                                                         | [ 17 ]                                                                             |                                                                                    |                                                                                    |
| 2022–23 | Georgios Bartzokas (3×)                                                            | Olympiacos                                                                         | [ 18 ]                                                                             |                                                                                    |                                                                                    |
| 2023–24 | Chus Mateo                                                                         | Real Madrid                                                                        | [ 19 ]                                                                             |                                                                                    |                                                                                    |
| 2024–25 | Šarūnas Jasikevičius                                                               | Fenerbahçe                                                                         | [ 20 ]                                                                             |                                                                                    |                                                                                    |

## Múltiples honores

### Entrenadores
| Número | Entrenador           |
| ------ | -------------------- |
| 3      | Georgios Bartzokas   |
| 3      | Željko Obradović     |
| 2      | Ettore Messina       |
| 2      | Pablo Laso           |
| 2      | Dimitrios Itoudis    |
| 1      | David Blatt          |
| 1      | Pini Gershon         |
| 1      | Duško Vujošević      |
| 1      | Dušan Ivković        |
| 1      | Xavi Pascual         |
| 1      | Ergin Ataman         |
| 1      | Chus Mateo           |
| 1      | Šarūnas Jasikevičius |

### Nacionalidad del entrenador
| Número | País     |
| ------ | -------- |
| 5      | Grecia   |
| 5      | Serbia   |
| 4      | España   |
| 2      | Italia   |
| 2      | Israel   |
| 1      | Turquía  |
| 1      | Lituania |

### Equipos
| Número | Equipo           |
| ------ | ---------------- |
| 4      | Olympiacos       |
| 4      | CSKA Moscow      |
| 3      | Real Madrid      |
| 2      | Panathinaikos    |
| 2      | Maccabi Tel Aviv |
| 2      | Fenerbahçe       |
| 1      | FC Barcelona     |
| 1      | Partizan         |
| 1      | Anadolu Efes     |